# エゾハリスゲ
エゾハリスゲ Carex uda はスゲ属の植物の1つ。ハリスゲ類の中では大柄で、果胞が強く反り返る点が特徴である。

## 特長
全体に柔らかく細長い多年生の草本。根茎は短くて葉や茎を束に生じ、匍匐枝は伸ばさない。花茎は真っ直ぐに上向きに伸びて高さ20-50cmに達する。葉はそれよりずっと短く、幅2-3mm。基部の鞘は淡褐色。
花期は4-7月。花茎は細長くて柔らかく、断面は三角で鋭い稜があるが、ほとんどざらつくことはない。小穂はただ1個を茎の先端に付ける。小穂は長さ0.7-1cm、幅5-6mmで、雄雌性、つまり先端に雄花が並び、下に雌花部がある。雄花部は雌花部より小さい。雄花の鱗片は栗色から濃褐色で先端が尖る。雌花の鱗片は先端が鋭く尖るか鈍く尖り、褐色を帯び、早くに脱落する。果胞は長卵形で長さ3.5-4mm、幅1.5mm。無毛で細かな脈が多数あり、嘴は長い。先端は切り取ったようになっているか、ややくぼむ。また果胞は熟するにつれて反り返る。これはこの類に多く見られる特徴であり、花茎に対して大きな角度で立ち上がるようになるのだが、本種の場合、大きく反り返って先端がやや下向きにまでなるのが特徴となっている。果実は楕円形から卵形で長さ2mm、果胞に密着して包まれる。柱頭は2つに分かれている。
別名にオオハリスゲがある。

## 分布と生育環境
日本では本州の中部以北、及び北海道に分布がある。国外では朝鮮、中国東北部からサハリン、アムール、ウスリーにまで知られる。ちなみに標本による調査では、北海道ではほぼ全域から記録があるが、本州での記録は中部から関東の内陸部のみとなっている。

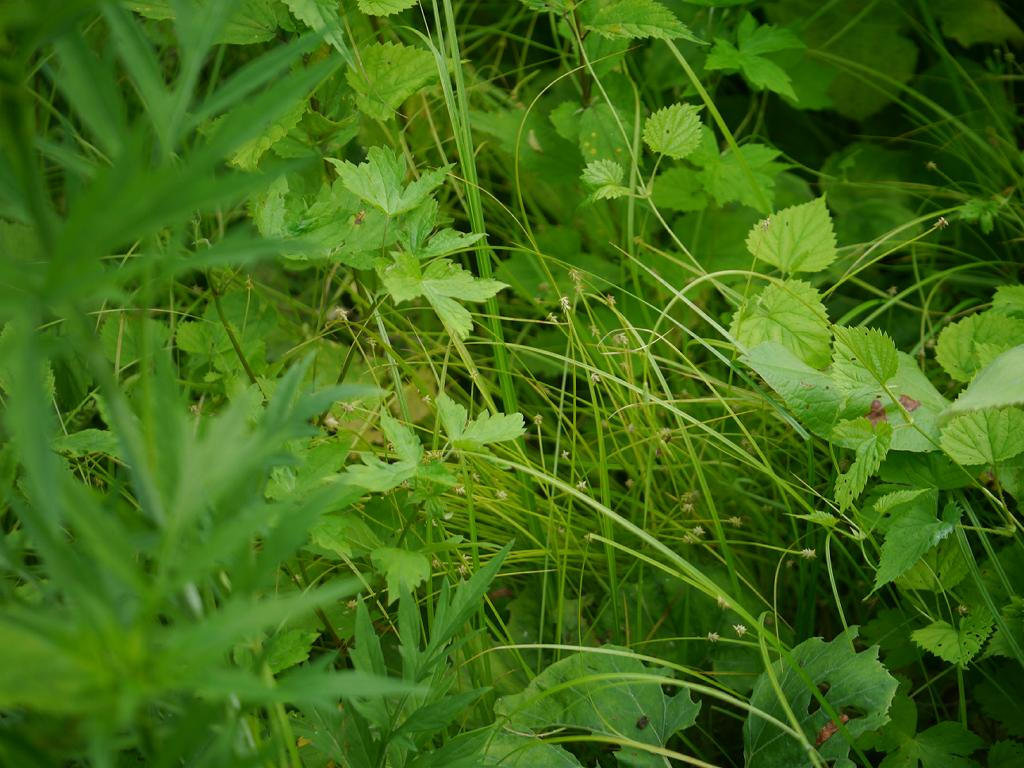
生育地の様子

湿った場所を好み、湿地や流水の水辺に生える。

## 近縁種
小穂が単一のスゲは種数が多くない。その中で雄雌性で果胞が数多く、丸っこくて無毛、熟すと果胞が立つ、といった特徴で本種を含むハリスゲ節のものは見分けられる。この節には10種ほどが知られるが、本種はその中でかなり背丈が高いことと果胞が反り返り、まるで銛の先端の返しのようになることでおおよその区別はつく。より正確には花茎の断面が3稜形で鋭い稜があるが、小穂の下の部分でもざらつかないこと、果実が果胞に密に包まれることが判別点となる。
牧野原著(2017)では類似の種としてヒカゲハリスゲ C. onoei を挙げており、この種では花茎の上部にざらつきがある。またユキグニハリスゲ C. semihyalofructa は2005年に記載されたものであるが、それ以前は本種やヒカゲハリスゲと混同されていた。この種の図版が本種のものとして用いられた例もあるという。